# 멜초르 가르시아 삼페드로
멜초르 가르시아 삼페드로(스페인어: Melchor García Sampedro, 1821년 4월 28일 - 1858년 7월 28일)는 에스파냐 아스투리아스 선교사로 베트남 교구의 신부였다.

## 생애
그는 1821년 4월 28일 아스투리아스 쿠이르스 코르테스 산타 울랄리아 데 수에고스 마을에서 태어났다. 그는 아스투리아스 오비에도 대학교에서 공부했다. 1848년에 베트남 선교사로 임명되었고, 1855년 12월에 남딘에서 체포되어, 1858년 7월 28일 참수되었다. 1951년 4월 29일, 교황 비오 12세에 의해 순교자로 시복되었고, 1988년 6월 19일에는 교황 요한 바오로 2세에 의해 성자로 시성되었다.

## 같이 보기
- 아네 레티타인
- 이그나시오 델가도
- 발렌틴 데 베리오초아
- 호세 마리아 디아스 산후르호
- 페드로 알마토
- 도밍고 에나레스
- 헤로니모 헤르모실라